# Афанасьев, Павел Павлович
Павел Павлович Афанасьев (27 августа 1934, Сталинград — 23 ноября 2024, Москва) — советский авиационный инженер и государственный деятель.

## Биография
Родился в 1934 году в Сталинграде.
В 1958 году окончил Московский авиационный институт (МАИ) и был направлен в МКБ «Факел», где работал в должностях помощника мастера, мастера, старшего мастера, затем начальника отделения сборочного цеха и начальника отделения наземного оборудования.
С 1963 года преподавал в МАИ на кафедрах 101 и 602, кандидат технических наук, доцент.
Член КПСС с 1963 года. С 1969 года на выборной партийной работе: секретарь партбюро самолётостроительного факультета, секретарь парткома МАИ, второй, первый секретарь Ленинградского райкома КПСС города Москвы. Делегат XXVI съезда КПСС.
С 1983 года — на государственных должностях: в 1983—1988 годах — первый заместитель председателя Государственного комитета Совета Министров РСФСР по профессионально-техническому образованию, в 1988 году — начальник отдела Государственного комитета по науке и технике СССР, в 1989—1991 годах — начальник отдела образования, культуры и охраны здоровья Госплана СССР, в 1993—1996 годах — заместитель генерального конструктора МКБ «Факел» по экономике, заместитель председателя Госкомвуза РФ.
По завершении государственной службы работал советником-консультантом ректора МАИ.
Павел Павлович Афанасьев жил в Москве, он умер 23 ноября 2024 года.

## Награды и звания
- Орден Дружбы Народов (1980)
- Орден Знак Почёта (1976)
- Премия Правительства Российской Федерации в области науки и техники (2003)[5]